# L'Âge d'or (film, 1942)
Pour les articles homonymes, voir Âge d'or (homonymie).
 (juillet 2025).
Pour plus de détails, voir Fiche technique et Distribution.
L'Âge d'or est un film français, une comédie, réalisé par Jean de Limur, sorti en 1942.

## Synopsis
L'exubérante Véra Termutzki (Elvire Popesco) est engagée comme femme de chambre chez les Dubélair, avec son fiancé Boris qu'elle fait passer pour son frère. M. Dubélair, bourgeois désargenté, est un homme d'affaires malheureux, dont l'épouse joue aux courses. Quand Véra reçoit comme pourboire de son patron un billet de loterie qui s'avère gagnant, celui-ci s'arrange pour s'en emparer. Cet âge d'or pour les Dubélair ne dure pas, car Véra parvient à récupérer son bien. Devenue riche, elle engage les Dubélair comme domestiques.

## Fiche technique
- Réalisation : Jean de Limur
- Scénario : Charles Méré
- Directeur de la photographie et cadreur : Nicolas Hayer
- Décors : Pierre Marquet
- Son : René Louge
- Musique : Henri Goublier
- Montage : Jacques de Casembroot
- Producteurs : René Keller, Charles Méré
- Directeur de production : Jean Mugeli
- Société de production : Les Films Minerva
- Distributeurs : Les Films Minerva (d'origine), Lauzin
- Pays d'origine : France
- Format : noir et blanc - 1,37:1 - 35mm
- Genre : comédie
- Durée : 85 minutes
- Tournage : du 30 juin à juillet 1941
- Date de sortie : 28 janvier 1942

## Distribution
- Elvire Popesco : Véra Termutzki, une pétulante femme de chambre
- André Alerme : Georges Dubélair, un grand bourgeois ruiné, son patron
- Andrée Guize : Juliette Dubélair, sa femme qui joue aux courses
- Clément Duhour : Boris Ivanovitch, le fiancé de Véra, qu'elle fait passer pour son frère
- Gilbert Gil : Henri Dubélair, le fils Dubélair, qui se consacre à la peinture
- Denise Bréal : Irène
- Jean Tissier : Lubercy, un escroc de haut vol
- Louis Blanche : Jules, le chasseur du casino
- Paul Barge
- Roger Blin
- Gabrielle Davran
- Line Docéa
- Géo Forster
- Eugène Frouhins
- Renée Gardès
- Frédéric Mariotti
- André Marnay
- Yvonne Scheffer
- Georges Sellier